# Carlos Delgado Truyols
Carlos Delgado Truyols (Palma de Mallorca, 22 de mayo de 1965) es un político español del Partido Popular. Es vicepresidente del Partido Popular de las Islas Baleares y fue Consejero de Turismo y Deportes del Gobierno de las Islas Baleares desde el 18 de junio de 2011 hasta el 27 de diciembre de 2013. Fue alcalde del municipio mallorquín de Calviá desde 2003 a 2011.

## Trayectoria política
Es licenciado en Derecho y ha ejercido la abogacía desde 1990, además de ser agente de la Propiedad Inmobiliaria y agente y corredor de seguros. Fue promocionado por el expresidente de las Islas Baleares, Jaume Matas, para un cargo interno y, en 2003, se presentó por primera vez a la Alcaldía de Calviá. Su candidatura fue la más votada al alcanzar 10 concejales, y formó gobierno gracias a una coalición de centro-derecha con el partido nacionalista Unió Mallorquina. El 16 de junio de 2007 fue elegido con mayoría absoluta alcalde del mismo municipio.
En el año 2005, fue galardonado con el premio Mundo Empresarial Europeo otorgado al Ayuntamiento de Calviá como institución más destacada de las Islas Baleares, por su política en materia social.
En el 2007 encabezó la candidatura alternativa para el Congreso Regional del PP de Baleares, que se celebró el 5 de julio de este mismo año en Palma de Mallorca, sin obtener la mayoría, obteniendo la victoria la candidatura encabezada por la exvicepresidenta de las Islas Baleares, Rosa Estarás.
En 2008, Delgado, junto a otros herederos de su familia vendió una mansión histórica conocida como castillo de Bendinat, así como las tierras colindantes, formadas por 700 hectáreas, a una fundación llamada Astroc, la cual lo convirtió en un museo.
En 2009 decidió presentar de nuevo una candidatura alternativa en el congreso extraordinario regional del PP de las Islas Baleares. Entre otras cuestiones, su candidatura defendía de forma clara la libre elección de lengua en la enseñanza y la regeneración de su partido, tocado tras la marcha de Jaume Matas a Estados Unidos. El congreso regional lo acabaría ganando la candidatura oficialista encabezada por José Ramón Bauzá, alcalde de Marrachí.
El 18 de junio de 2011 fue designado Consejero de Turismo y Deportes de las Islas Baleares.
El 27 de diciembre de 2013, Carlos Delgado dimitió como Consejero de Turismo y Deportes de las Islas Baleares por motivos familiares y personales, siendo sucedido por Jaime Martínez Llabrés.